# Дрангадхра (княжество)

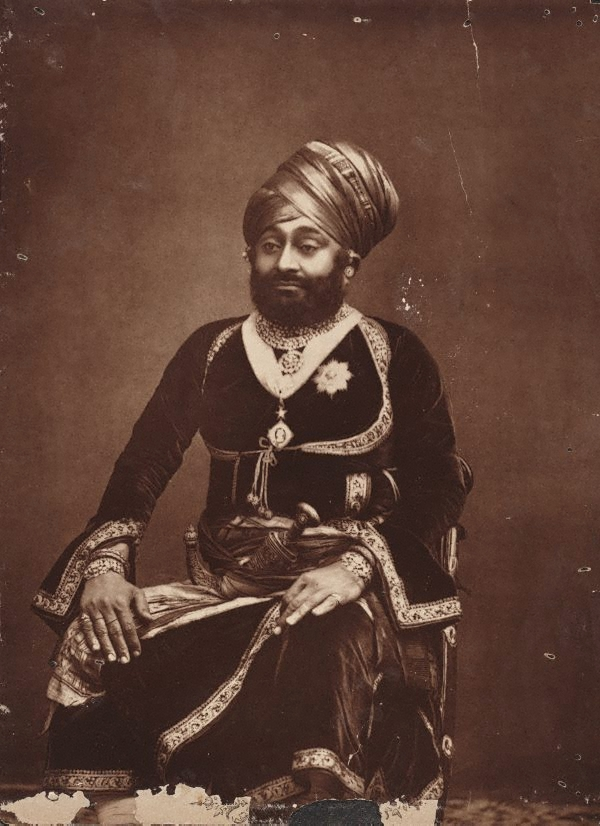
Ман Сингх (1837—1900), раджа Дрангадхра, 1870-е годы

Княжество Дрангадхра (хинди ध्रांगध्रा रियासत) — туземное княжество Индии во времена британского владычества. Столицей его был город Дрангадхра. Оно было также известно как Княжество Халвад-Дрангадхра. Халвад когда-то был столицей этого княжества. В 1735 году Дрангадхра была основана как его новая столица.

## История
Государство было основано как Залавад в 1090 году Харпалом Девом Макваной. В 1742 году была основана новая столица Дрангадхра, в честь которой и было переименовано государство. Среди более ранних имен были Кува и Халвад; государство до сих пор иногда называют Халвад-Дрангадхра). В 1820—1821 годах северная часть Дрангадры была разграблена и опустошена племенем коли из Вагада в княжестве Кач.
При британском владычестве колониальное Агентство Восточного Катхиавара отвечало за Дрангадхру, которая была салютным государством, имеющим право на наследственный салют из 13 орудий. В 1892 году население княжества составляло 100 000 человек на площади 3023 км2. Тайный кошелек был зафиксирован на уровне 380 000 рупий, когда он прекратил свое существование после присоединения к недавно независимому западному индийскому штату Саураштра (ныне штат Гуджарат) 15 февраля 1948 года.

## Правители княжества

### Раджи Дрангадхры
- 1730—1745: Раисинджи II Пратапсинджи (? — 1745), старший сын Пратапсинджи Джасванцинджи (? — 1730), раджи Халвада (1718—1730). Построил форт в Дрангадхре в 1742 году, откуда государство и берет свое название.
- 1745—1782: Гаджсинхджи II [Бхабходжи] Райсинхджи (? — 1782), сын предыдущего
- 1782—1801: Джасвантсинхджи II Гаджсинхджи (? — 1801), старший сын предыдущего
- 1801—1804: Раисинхджи III Яшванцинджи (1761—1804), старший сын предыдущего
- 1804 — 9 апреля 1843: Амарсинхджи II Райсинхджи (15 апреля 1782 — 9 апреля 1843), старший сын предыдущего
- 9 апреля 1843 — 16 октября 1869: Ранмалсинхджи Амарсинхджи (20 июля 1809 — 16 октября 1869), старший сын предыдущего
- 16 октября 1869 — 2 декабря 1900: Мансинхджи II Ранмалсинхджи (11 января 1837 — 2 декабря 1900), старший сын предыдущего
- 2 декабря 1900 — 8 февраля 1911: Аджицинхджи Яшванцинхджи (18 февраля 1872 — 8 февраля 1911), внук предыдущего
- 8 февраля 1911 — 1 января 1918: Ганьшямсинхджи Аджицинхджи (31 мая 1889 — 4 февраля 1942), второй сын предыдущего.

### Махараджи Дрангадхры
- 1 января 1918 — 4 февраля 1942: сэр Ганшьямсинхджи Аджицинджи (31 мая 1889 — 4 февраля 1942), второй сын Аджицинхджи Яшванцинхджи
- 4 февраля 1942 — 15 августа 1947: Маюрдваджсинхджи Мегхраджжи III Ганшьямсинджи (3 марта 1923 — 1 августа 2010)[4], второй сын предыдущего.

### Титулярные махараджи
- 15 августа 1947 — 1 августа 2010: Маюрдваджсинхджи Мегхраджжи III Ганшьямсинджи (3 марта 1923 — 1 августа 2010), второй сын Ганшьямсинхджи Аджицинджи
- 1 августа 2010 — настоящее время: Содхсалджи Шатруджитдев (род. 22 марта 1944), старший сын предыдущего.